# Aérodrome de Panjab
L'aérodrome de Panjab est situé près de la ville de Panjab, province de Bâmiyân, en Afghanistan. 

## Compagnies aériennes et destinations
- Néant